# Leucanthemum sylvaticum
Leucanthemum sylvaticum là một loài thực vật có hoa trong họ Cúc. Loài này được (Brot.) Nyman mô tả khoa học đầu tiên năm 1854.